# Grow Old With Me
Grow Old With Me är en låt från 1980 skriven och framförd av John Lennon från hans och Yoko Onos album Milk and Honey från 1984. Låten spelades in 1980 i demoformat. Den var ursprungligen tänkt till Double Fantasy men hann aldrig spelas in i studion för att albumet skulle släppas till innan jul.
1994 gav Yoko Paul McCartney några kassetter som innehöll demoinspelningar av fyra av John Lennons ofärdiga låtar: "Grow Old With Me", "Free as a Bird", "Real Love" och "Now and Then". De tre återstående Beatlesmedlemmarna (Paul McCartney, George Harrison och Ringo Starr) gjorde försök att arbeta med "Grow Old With Me" på ett liknande sätt som de hade med de andra låtarna. "Free as a Bird" och "Real Love" var de enda som de lyckades med. De tvingades att avsluta arbetet med "Grow Old With Me" eftersom Lennons originaldemo krävde för mycket arbete för att nå en hygglig standard. Det förekommer dock, inspelade versioner av "Grow Old With Me".
Mikael Wiehe tolkade låten till svenska på sitt album Kärlek & Politik 2004 under titeln "Kärleken vet".
Steve Dobrogosz har gjort ett fint arrangemang med Berit Andersson som solist. Finns bl.a. med på albumet Sha-la (Steve Dobrogosz).
.
År 2019 spelade Ringo Starr in en cover på albumet What's My Name. Paul McCartney deltar med både bakgrundssång och basspel. Dessutom medverkar Jack Douglas som producerade den ursprungliga versionen.